# A természet irónja

A természet irónjának címlapja (1844)

A természet irónja vagy A természet ceruzája (The Pencil of Nature) William Henry Fox Talbot által 1844. júniusa és 1846. áprilisa között hat füzetben 150 példányban kiadott album volt, melyben az általa kifejlesztett pozitív-negatív eljárás történetét és annak eredményeit mutatta be. Ez volt az első kereskedelmi forgalomba szánt kiadvány, melyben fotográfiák szerepeltek illusztrációként.

## Az album

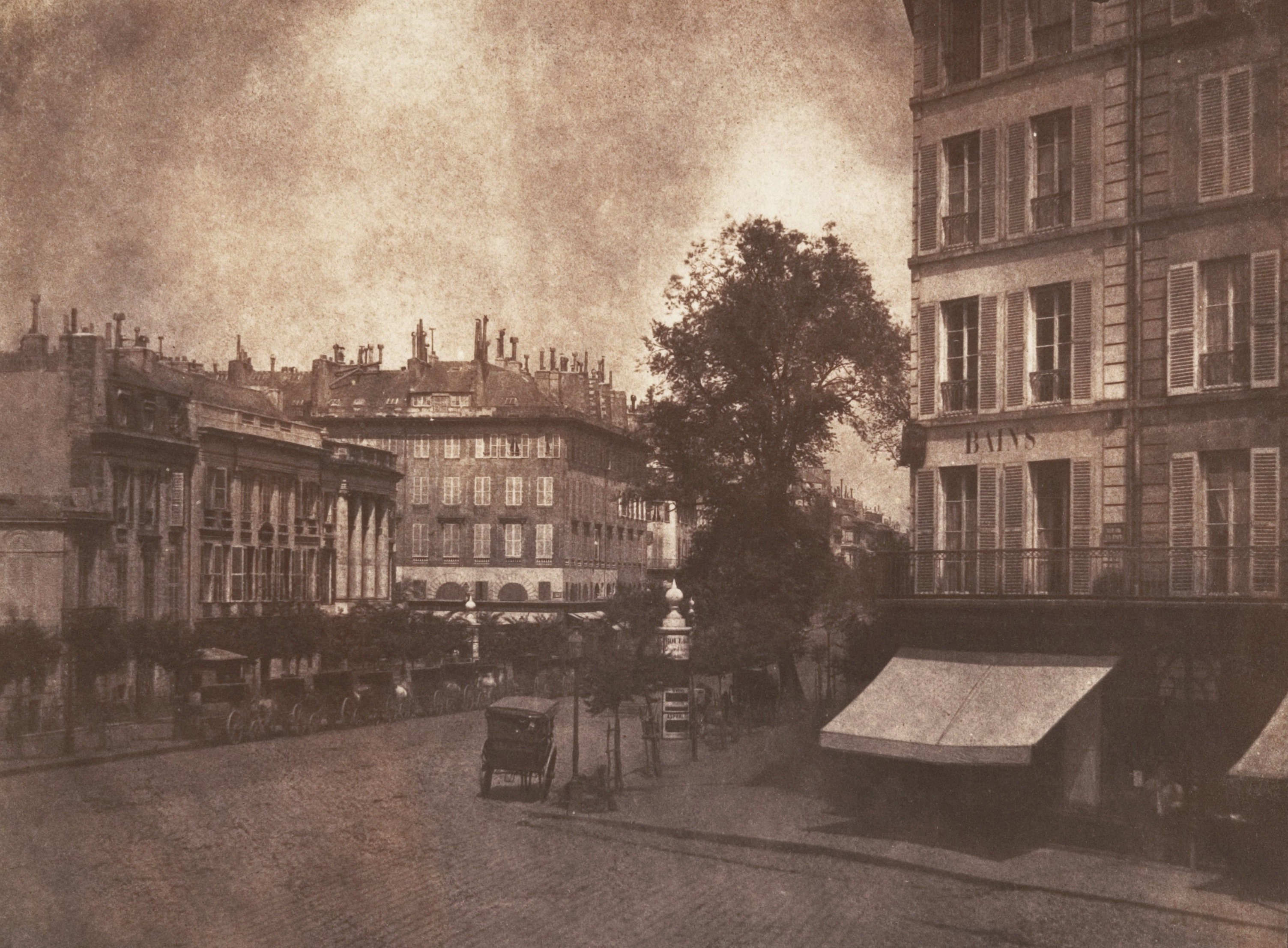
Párizsi körutak képe (II. kép)

A mű címét Talbot a The Literary Gazette 1839. februári számának egyik, a dagerrotíp eljárást ismertető cikkéből kölcsönözte. A korabeli nyomdatechnika nem volt alkalmas képek nyomtatására, ezért a könyv oldalaira eredeti talbotíp (kalotíp) felvételeket illesztettek be. A fényképek sokszorosíthatósága Talbot fotográfia eljárásának egyik nagy előnye volt, szemben az akkoriban népszerűségnek örvendő, de egyedi dagerrotípiákkal. A nyomdai munkálatokat Talbot saját nyomdája, az angliai Reading Establishment látta el. A füzetek a londoni Longman, Brown, Green & Longmans kiadó gondozásában jelentek meg.

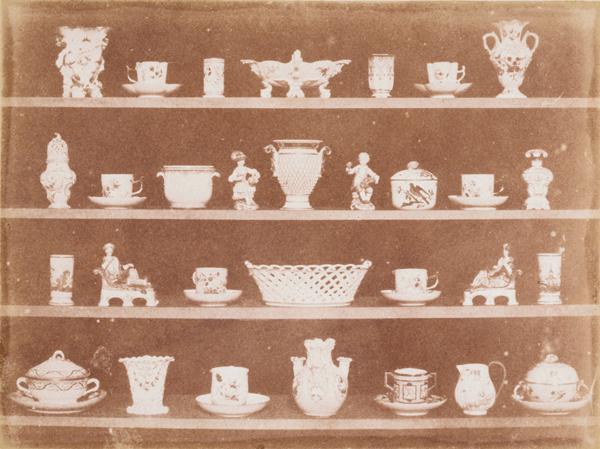
Porcelánok (III. kép)

„A jelen mű képei kizárólag a Fény behatására nyomtatódtak, a művész rajzeszközének bármiféle segítsége nélkül. Ezek nap-fényképek és nem metszetek utánzatai, ahogyan néhányan elképzelik.” – áll a kiadvány mottójában. Talbot tudta, hogy a fotográfiák még újdonságnak számítottak, ezért igyekezett némi útmutatással is szolgálni: az első füzet bevezetőjében eljárásának történetét mutatta be. Ezt követték az általa készített fényképek követtek. A közzétett 24 talbotípiához rövid szövegeket, megjegyzést fűzött: leírást a képekről, készítésük körülményeiről és módjáról. A képek között találunk épületfotókat, tájképeket, csendéleteket, csoportképeket és tárgyfotókat, sőt reprodukciókat is, melyek a fotográfiák széles körű alkalmazhatóságát prezentálják. Egy-egy füzetben 3-7 fénykép szerepelt.

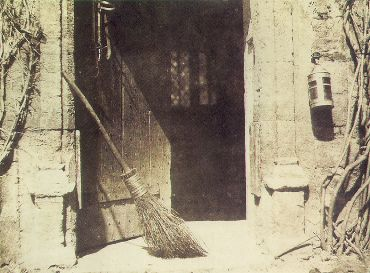
Nyitott ajtó (VI. kép)

Talbot további 26 fotográfiát tervezett még megjelentetni, azonban a kiadvány anyagilag nem volt sikeres, így műve befejezetlen maradt. A IV. rész kiadása után 1845 őszén jelent meg Talbot második könyve a Napfényképek Skóciából, melyben skóciai utazása során készült 23 kalotípiát mutatott be. Egészen 1977-ig A természet irónját tekintették az első fotókkal illusztrált könyvnek, de mára ismert egy még korábbi mű: John Walter Dokumentum, amely C. M. W.-ről készült a halálos ágyán című írása, mely nővérének Cathrine M.-nek állított emléket. Ebben egy, az elhunytat ábrázoló talbotíp portré szerepelt.

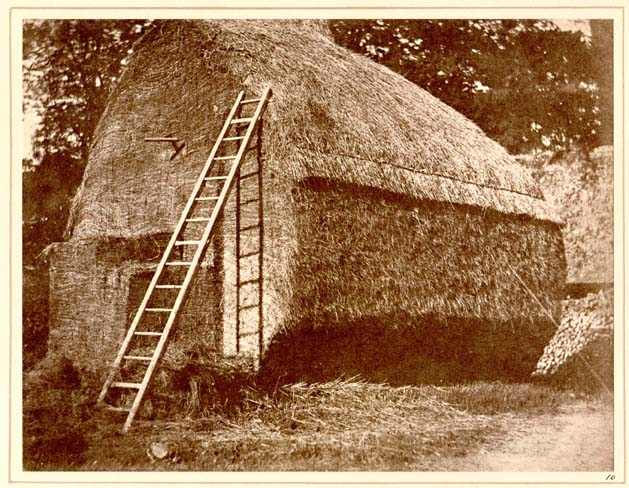
Szénakazal (X. kép)

## A fényképek
- Első füzet
  - I. Part of Queen's College, Oxford
  - II. Párizsi körutak képe (View of the Boulevards at Paris)
  - III. Porcelánok (Articles of China)
  - IV. Üvegtárgyak (Articles of Glass)
  - V. Bust of Patroclus
- Második füzet
  - VI. Nyitott ajtó (The Open Door)
  - VII. Leaf of a Plant
  - VIII. A Scene in a Library
  - IX. Fac-simile of an Old Printed Page
  - X. Szénakazal (The Haystack)
  - XI. Copy of a Lithographic Print
  - XII. Orléans hídja (The Bridge of Orléans)
- Harmadik füzet
  - XIII. Queen's College, Oxford: Entrance Gateway
  - XIV. A létra (The Ladder)
  - XV. Lacock Abbey in Wiltshire
- Negyedik füzet
  - XVI. Cloisters of Lacock Abbey
  - XVII. Bust of Patroclus
  - XVIII. Gate of Christchurch
- Ötödik füzet
  - XIX. The Tower of Lacock Abbey
  - XX. Lace
  - XXI. Mártírok emlékműve (The Martyrs' Monument)
- Hatodik füzet
  - XXII. Westminster Abbey
  - XXIII. Hagar in the Desert
  - XXIV. A Fruit Piece

## Magyarul
- A természet irónja; H. Fox Talbot által, ford. László Ágota, H. Gy. F.-né Enyedi-Prediger Éva; Hogyf Editio, Bp., 1994